# Erbschaftsbesitzer
Erbschaftsbesitzer nennt man im deutschen Erbrecht nach § 2018 BGB eine natürliche Person, die sich unter Anmaßung eines eigenen Erbrechts unrechtmäßig in den Besitz eines Nachlasses, eines Teils eines Nachlasses oder eines aus dem Nachlass erlangten Gegenstandes oder Rechtes bringt. Beispielsweise ist der enterbte Bruder B des Erblassers E (der seine vier Kinder F, G, H und J und seine Schwester S zu gleichen Teilen zu Erben eingesetzt hat) Erbschaftsbesitzer, wenn er sich ein Erbrecht anmaßt und sich aufgrund dieser Anmaßung in den Besitz des Nachlasses oder von Nachlassgegenständen bringt. 
Erbschaftsbesitzer ist auch der Miterbe, der sich widerrechtlich ein Alleinerbrecht anmaßt, und der Vorerbe, der sich rechtswidrig ein Vollerbrecht anmaßt. 
Kein Erbschaftsbesitzer im Sinne von § 2018 BGB sind, auch wenn sie die Erbschaft faktisch und rechtlich im Sinne der § 854 ff. BGB besitzen, Nachlassverwalter, Nachlasspfleger, Insolvenzverwalter, Testamentsvollstrecker und ähnliche bestellte Verwalter oder gesetzliche Vertreter. Ebenfalls nicht um Erbschaftsbesitzer handelt es sich bei Personen, die, ohne sich ein Erbrecht anzumaßen, Nachlassgegenstände (ob befugt oder unbefugt) in ihren Besitz bringen. So wäre im obigen Beispiel der Räuber R, der das zum Nachlass gehörende Haus ausraubt, zwar Besitzer (genauer: unmittelbarer unberechtigter Eigenbesitzer) der Beute, jedoch kein Erbschaftsbesitzer, da er sich keines Erbrechts berühmt. 
Ist jemand Erbschaftsbesitzer im Sinne der §§ 2018 ff. BGB, so haben die Erben ihm gegenüber einen (dem BGB sonst fremden) Gesamtanspruch auf Herausgabe der Erbschaft. Die dem § 2018 BGB folgenden Vorschriften regeln, in großer Ähnlichkeit zum Eigentümer-Besitzer-Verhältnis, weitere Ansprüche sowohl der Erben als auch des Erbschaftsbesitzers.